# Sidymella angularis
Sidymella angularis là một loài nhện trong họ Thomisidae.
Loài này thuộc chi Sidymella. Sidymella angularis được Arthur T. Urquhart. miêu tả năm 1885.